# Вільям Крейґ
Вільям Лейн Крейг (англ. William Lane Craig; нар. 23 серпня 1949, Атланта) — американський філософ-аналітик, християнський апологет, християнський теолог і письменник. У 2016 році Вільям Лейн Крейґ потрапив у список 50 найвпливовіших нині філософів сучасності.
Крейґ став відомим завдяки своїм п'яти аргументам про існування Бога (включаючи історичний аргумент на користь воскресіння Ісуса Христа).
Вільям Крейґ брав участь у дебатах про існування Бога з такими громадськими діячами та вченими як Крістофер Гітченс, Лоуренс Краусс, Сем Гарріс. Крейґ створив і веде проєкт «Розумна віра», праці якого доступні як англійською мовою, так і російською, зокрема на сайті YouTube. Також Вільям Крейґ є автором багатьох книжок.

## Раннє життя
Крейґ є другою дитиною з трьох, які народилися в сім'ї Меллорі та Доріс Крейґів у місті Пеорія (штат Іллінойс). У віці шістнадцяти років, у середній школі, він уперше почув послання християнського Євангелія та повірив в Ісуса Христа. Крейґ навчався в Уітон-коледжі (1971) та в аспірантурі Євангельської теологічної школи святої Трійці (1975). Здобув ступінь доктора філософії у Бірмінгемському університеті (1977), а також ступінь доктора теології у Мюнхенському університеті (1984).

## Кар'єра
У 1980–1986 рр. Вільям Крейґ викладав філософію релігії в Євангельській теологічній школі святої Трійці. У 1987 році з сім'єю переїхав до Брюсселя (Бельгія), де проводив дослідження в Лувенському католицькому університеті до 1994. Вільям Крейґ є професором філософії в Теологічній семінарії Талбот (Каліфорнія), а також в Університеті Біола та Х'юстонському баптистському університеті.

## Книги
Вільям Крейґ має чимало публікацій та написаних книг, зокрема:
1. «Початок всього: походження Всесвіту та існування Бога» (1992)
2. «Класичні дебати на тему існування Бога» (1994) у співавторстві з Майклом Тулі
3. «Син Божий воскрес: історичні свідчення воскресіння Ісуса» (2000)
4. «Єдиний Мудрий Бог: Сумісність Божественного передбачення і людської свободи» (2000)
5. «Час і вічність: дослідження зв'язку Бога з часом» (2001)
6. «Що знає Бог?: Поєднання Божественного передбачення та людської свободи» (2002)
7. «Важкі запитання, реальні відповіді» (2003)
8. «Відповідь кожному: приклад християнського світогляду» (2004)
9. «Створення з нічого» (2004) у співавторстві з Полом Копаном
10. «Бог? Дебати між християнином і атеїстом» (2004) у співавторстві з Вальтером Сіннотт-Армстронгом (з редакцією Джеймса П. Стерби)
11. «Чи реальний Бог?» (2007)
12. «Запальне переконання: сучасні дискурси про християнську апологетику» (2007) у співавторстві з Полом Копаном
13. «Розумна віра: Навчальний посібник» (2008)
14. «Розумна віра: християнська правда і апологетика» (2008)
15. «Боротьба з критиками християнства: відповіді новим атеїстам та іншим опонентам» (2009) у співавторстві з Полом Копаном
16. «Бог Великий, Бог добрий: чому вірити в Бога розумно та відповідально» (2009) у співавторстві з Чадом Мейстром
17. «На варті» (2010)
18. «Приходьте поміркуємо: нові статті з християнської апологетики» (2012) у співавторстві з Полом Копаном
19. «Розумна відповідь» (2013) у співавторстві з Джозефом Ґоррою
20. «Космологічний аргумент» (2014) співавторстві з Девідом Сінклером
21. «Чи існує Бог?» (2014)
22. «Чи воскрес Ісус із мертвих?» (2014)
23. «Бог понад усім» (2016)
24. «Філософські основи християнського світогляду» (2017) у співавторстві з Джеймсом Портером Мореландом
25. «Спокута і смерть Христа: теологічне, історичне та філософське дослідження» (2020)
26. «У пошуках історичного Адама: біблійне та наукове дослідження» (2021)[6]

Поки що книги Вільяма Крейґа не перекладені на українську мову.

## Дебати
Вільям Крейґ активно бере участь у публічних дебатах на стороні захисту християнської віри.
- У березні 2002 року Вільям Крейґ взяв участь у дебатах з відомим мусульманином Шабіром Аллі. Тема зустрічі: «Розуміння Бога в ісламі та християнстві»[7].
- У 2005 році в Університеті штату Каліфорнія (Френсо, Каліфорнія) Крейґ дебатував із американським філософом Остіном Дейсі[8].
- 4 квітня 2009 року Вільям Крейґ і відомий атеїст Крістофер Гітченс зустрілися в Університеті Біола, щоб обговорити питання існування Бога. Зокрема вони торкалися таких тем: походження та дизайн Всесвіту, наслідки людської моралі, божественність Ісуса та дійсність воскресіння Христа[9],[10].
- 30 березня 2011 року Вільям Крейґ дебатує з американським фізиком Лоуренсом Крауссом на тему «Чи існують докази на користь Бога?»[11],[12].
- У 2011 році Вільям Крейґ дебатує з американським публіцистом Семом Гаррісом. Тема публічної розмови: «Природні чи надприродні основи моральних цінностей?»[13]
- У 2016 році Вільям Крейґ взяв участь у дебатах з філософом Кевіном Шарпом на тему «Чи існують докази Бога?»[14].

## Особисте життя
Вільям Крейґ живе в Атланті (штат Джорджія), разом із дружиною Ян Крейґ. Мають двох дітей.